# Oedo Tai
Oedo Tai (Estilizado OEDotai) fue un stable heel de lucha libre profesional de la empresa World Wonder Ring Stardom, quiénes estuvieron conformadas por Natsuko Tora, Konami, Saki Kashima, Sumire Natsu, Ruaka, Rina, Fukigen Death, Starlight Kid y Momo Watanabe. 
Aunque principalmente trabajó en la empresa World Wonder Ring Stardom, también trabajó en conjunto con las empresas estadounidense como en National Wrestling Alliance (NWA) y Ring of Honor (ROH), así como varios circuitos independientes en Japón, Estados Unidos, Reino Unido y México.

## Historia

### Formación y liderazgo de Act Yasukawa (2015)
El grupo se formó originalmente después de que Kyoko Kimura, Kris Wolf y Hudson Envy de Kimura Monster Gun unieran fuerzas con Act Yasukawa, Dragonita y Heidi Lovelace luego de los eventos del show del Stardom's 4th Anniversary el 18 de enero de 2015, definiéndose como los miembros fundadores de la unidad. Con Yasukawa y Kimura actuando como colíderes, se cambiaron de nombre con un tema Samurai debido a Act, que era "El espíritu samurái" del Stardom. Yasukawa ganó el Campeonato Maravilla de Stardom la misma noche después de derrotar a Mayu Iwatani. El primer combate bajo el nombre de Oedo Tai vio a Yasukawa, Hudson Envy y Kimura derrotando a Heisei-gun (Mayu Iwatani, Takumi Iroha y Yoshiko) en un combate por equipos en la segunda noche del Stardom New Year Stars 2015 que tuvo lugar el 1 de febrero. El 8 de febrero de 2015, en Stardom Queen's Shout, la unidad fue por primera vez tras el oro por parejas, ya que Dragonita, Heidi Lovelace y Hudson Envy desafiaron sin éxito a Heisei-gun (Io Shirai, Iwatani e Iroha) por el Campeonato Artístico de Stardom.

#### Incidente de Yasukawa y Yoshiko (2015)
Yasukawa estaba en una disputa con Yoshiko, a quien desafió por el Campeonato Mundial de Stardom el 22 de febrero de 2015. Las cosas se salieron del guion durante el combate, mientras que Yoshiko atacó e hirió legítimamente a Yasukawa, por lo que fue despojada del título y suspendida por un período de tiempo indefinido. Yasukawa, quien era la Campeona Maravilla de Stardom en ese momento, tuvo que renunciar  al título el 1 de mayo de 2015, debido a complicaciones de sus múltiples lesiones causadas por el incidente. Tres días después de lo ocurrido, Stardom celebró una conferencia de prensa en la que Yoshiko se disculpó por sus acciones, pero posteriormente permaneció suspendida.
En la quinta noche del Stardom Grows Up Star 2015 del 12 de abril, Thunder Rosa se asoció con Kris Wolf para derrotar a Mayu Iwatani y Momo Watanabe, la lucha que marcaría su debut en la empresa como parte del stable. En la segunda noche de Stardom Golden Week Stars 2015 que tuvo lugar el 6 de mayo de 2015, Star Fire marcó su debut en la unidad al formar equipo con Kris Wolf perdiendo ante Io Shirai y Mayu Iwatani en las semifinales de un torneo para coronar a las nuevas Campeonas de las Diosas de Stardom. Nikki Storm también hizo su primera aparición en Stardom como parte de la unidad el 14 de junio de 2015, en Stardom Galaxy Stars 2015, donde se asoció con Star Fire y desafió sin éxito a Io Shirai y Mayu Iwatani por el Campeonato de las Diosas de Stardom. Durante el torneo 5★ Star Grand Prix 2015 que tuvo lugar a partir del 23 de agosto de 2015, La Rosa Negra se unió al grupo, mientras competía en el bloque B del torneo contra sus compañeros de stable Kris Wolf y Hudson Envy, Mayu Iwatani, Kaori Yoneyama e Io Shirai. El 23 de septiembre de 2015, en la octava noche del torneo, La Rosa Negra capturó con éxito el Campeonato de Alta Velocidad de su compañero de cuadra Star Fire, sin mayores ocurrencias después del combate. Este fue el último partido de este último en Stardom y como parte de Oedo Tai. En Stardom Mask Fiesta 2015 ~ Halloween Party del 25 de octubre, La Rosa Negra representó al stable en una lucha por equipos enmascarados en la que se asoció con Black Dragon y Kaoru Maeda en un perdiendo ante Io Shirai, Mayu Iwatani y Último Dragón. En la edición 2015 de Goddesses of Stardom Tag League, Kris Wolf y Kyoko Kimura se unieron para representar al stable en la primera ronda donde se quedaron cortos ante Hiroyo Matsumoto y Santana Garrett el 11 de noviembre de 2015. La otra pareja que representó Oedo Tai en la competencia fue el equipo de Act Yasukawa y el nuevo miembro del stable, Holidead, que se unió a la unidad durante el evento el 3 de noviembre. Los dos se unieron la misma noche, quedando cortos frente a Kairi Hojo y Haruka Kato.

### Liderazgo de Kyoko Kimura (2015-2017)
Act Yasukawa regresó a la competencia en el ring en septiembre de 2015 después de recuperarse de las lesiones sufridas durante el incidente con Yoshiko, pero solo por un breve período de tiempo hasta el 23 de diciembre de 2015, cuando anunció su retiro de la lucha libre profesional, permaneciendo como gerente. del grupo hasta principios de 2016. Kyoko Kimura posteriormente siguió siendo la única líder de la unidad desde entonces, y pasó su tiempo reclutando a un puñado de luchadores en los primeros meses. La unidad siempre tuvo sus puertas abiertas para nuevos competidores de fuera de Japón.
En la primera noche del quinto aniversario de Stardom del 17 de enero de 2016, Kaitlin Diemond y Viper debutaron en el stable al unirse contra Hyper Destroyers (Evie y Kellie Skater), obteniendo el no. 1 contendiente por el Campeonato de las Diosas de Stardom, la lucha que perderían tres días después ante las campeonas Thunder Rock (Io Shirai y Mayu Iwatani). En la quinta noche del Stardom Grows Up Stars 2016 del 17 de abril, la luchadora Diosa Atenea se asoció con Kyoko Kimura como la nueva recluta de la unidad, obteniendo una victoria contra Kagetsu y Lizzy Styles. El verdadero propósito del combate era que Kimura intentó reclutar a Kagetsu en el stable, pero sin éxito. Seis días después en Stardom Grows Up Stars 2016 - Kairi Hojo Homecoming el 23 de abril, Kagetsu finalmente se unió al stable y se asoció con Kyoko Kimura acompañada en el ring por Act Yasukawa, para derrotar a Hiroyo Matsumoto y Jungle Kyona. El 29 de mayo de 2016, en la primera noche del evento Stardom Shining Stars 2016, Leah Vaughan se convirtió en la nueva recluta de la unidad cuando se asoció con Kagetsu, Kris Wolf y Diosa Atenea para derrotar a Jungle Kyona y Thunder Rock (Io Shirai y Mayu Iwatani). La unidad capturó el primer oro en parejas en Stardom Premium Stars 2016 el 16 de junio, cuando Kyoko Kimura y Kagetsu derrotaron a Thunder Rock (Io Shirai y Mayu Iwatani) por el Campeonato de las Diosas de Stardom. El 22 de septiembre de 2016, en la octava noche del Stardom 5 Star Grand Prix 2016, Kyoko Kimura y Kagetsu se unirían a una luchadora misteriosa para enfrentarse a JKGReeeeN (Jungle Kyona & Momo Watanabe) y Mayu Iwatani. Ese compañero misterioso era Hana Kimura, la hija de Kyoko que posteriormente se unió al stable. Los tres miembros de la unidad recogieron la victoria. Eventualmente se convertirían en el subgrupo más fuerte de la unidad después de ganar el Campeonato Artístico de Stardom por primera vez en Stardom en Shin-Kiba Taikai el 2 de octubre de 2016, al derrotar a Threedom (Io Shirai, Kairi Hojo y Mayu Iwatani).
Kyoko Kimura se retiró de la lucha libre profesional el 22 de enero de 2017, en el Kyoko Kimura Retirement Produce Last Afro, un evento promovido por la escena independiente japonesa donde se asoció con Hana y su esposo, el artista marcial mixto Isao Kobayashi en un esfuerzo perdido ante Aja Kong, Meiko Satomura y Minoru Suzuki. Durante los pocos meses que siguieron a Kagetsu, Hana, Kris Wolf y otros mantuvieron el nombre de Oedo Tai, pero el grupo comenzó a desmoronarse. Kris despegó para algunas luchas internacionales y Kagetsu más o menos parecía que ella también se había retirado. Hana se quedó sola y luchó por mantener activa la unidad mientras tomaba el liderazgo durante varios meses. Ella desafió a Mayu Iwatani por el título del Campeonato Maravilla de Stardom en Stardom Shining Stars 2017 el 11 de junio, con una estipulación adicional. Si Hana ganaba, Mayu se uniría a Oedo Tai, pero si Mayu ganaba, Oedo Tai se vería obligado a disolverse. El partido terminó sin resultaddo cuando Kagetsu regresó y atacó a Mayu y al árbitro. Inmediatamente después de eso, Kris Wolf regresó después de estar fuera por un par de meses. Thunder Rosa, La Rosa Negra y Holidead también emigrarían de Japón para luchar en la escena estadounidense y posteriormente dejaron la unidad en mayo. Después de esas varias salidas, la unidad sufrió un ligero cambio cuando nació la actual "versión bailable" de Oedo Tai.

### Liderazgo de Kagetsu (2017-2020)
Kagetsu se convirtió en la líder de la unidad después de regresar en la cuarta noche del Stardom Shining Stars 2017 del 21 de junio, donde se asoció con Hana Kimura para derrotar a Hiroyo Matsumoto y Jungle Kyona por el Campeonato de las Diosas de Stardom. Debido a limitarse a un trío, Kagetsu, Kris Wolf y Hana Kimura buscarían nuevos reclutas cuando llevaron a Tam Nakano a la unidad el 10 de septiembre de 2017, durante el 5STAR Grand Prix. Otro miembro presentado por Kagetsu el 4 de noviembre de 2017, durante la Goddesses of Stardom Tag League fue Sumire Natsu, quien vino de Pro Wrestling Wave.
Desafortunadamente, Tam Nakano se vio obligado a dejar el stable y unirse a Queen's Quest después de ser eliminado el último en una lucha por equipos de eliminación que ocurrió el 21 de enero de 2018, en Stardom 7th Anniversary. El 25 de marzo de 2018, Kris Wolf dejó Stardom y posteriormente Oedo Tai debido a problemas de visa que le impidieron seguir luchando en Japón. El 15 de abril de 2018, HZK, Martina y Nao Yamaguchi se unieron al stable después de Stardom Drafts 2018. El 9 de junio de 2018, en Stardom Shining Stars, Kagetsu derrotó a Toni Storm para ganar el Campeonato Mundial de Stardom. El stable hizo un par de breves apariciones en la escena independiente estadounidense. El 29 de junio de 2018, HZK, Kagetsu y Hana Kimura representaron al stable en Best in the World, un evento promovido por Ring of Honor. En ROH Wrestling #358 el 30 de junio, Hana Kimura y Kagetsu se unieron para derrotar a Jenny Rose y Mayu Iwatani. El 24 de septiembre, durante el 5 Star Grand Prix 2018, Hana Kimura participaría en uno de los ángulos más grandes al encender la unidad. Atacó a sus antiguas aliadas con una silla y golpeó a su excompañera Kagetsu. Esto conduciría a un enfrentamiento entre los dos en Stardom True Fight 2018 en un combate sin descalificación en el que ambos nuevos enemigos chocaron en el Korakuen Hall. El combate terminaría por decisión del árbitro, ya que Kagetsu se vengó de la nueva Hana Kimura, que más tarde se uniría al stable del Tokyo Cyber Squad.
En la cuarta noche de Stardom Shining Stars 2019 a partir del 2 de enero, Kagetsu, Sumire Natsu y HZK se unieron para enfrentar a Jamie Hayter, Hana Kimura y Bobbi Tyler de Tokyo Cyber Squad en la que Hayter traicionó a Kimura y Tyler, proporcionando la victoria de los miembros de Oedo Tai. El miembro de Pro-Wrestling: EVE se unió a la unidad justo después del combate. El stable estaba creciendo nuevamente, con Andras Miyagi de Sendai Girls' Pro Wrestling uniéndose al Stardom Queen's Fest el 17 de febrero de 2019, como la "X" (que es el misterioso compañero de equipo llamado por Stardom) de Kagetsu en el combate por equipos contra J.A.N. (Jungle Kyona y Natsuko Tora) que ganaron. Después de los borradores de 2019 del 14 de abril, Sumire Natsu, HZK y Andras Miyagi se unieron para derrotar a J.A.N. (Natsuko Tora, Leo Onozaki & Saya Iida). Debido a los resultados del draft, Tora cambió de stable cuando se unió a Oedo Tai. Andras Miyagi fue expulsado del grupo después de perder al Campeonato Artístico de Stardom junto a Kagetsu y Sumire Natsu ante AZM, Momo Watanabe y Utami Hayashishita. de Queen's Quest, HZK anunció que su retiro de la lucha libre profesional se llevará a cabo el 24 de diciembre de 2019 en Stardom Year-End Climax, donde se quedó corta ante Natsuko Tora.
El 3 de enero de 2020, Saki Kashima traicionó a Mayu Iwatani y a STARS en un combate contra el equipo reformado de Hana Kimura y Kagetsu, y se unió al stable de Sumire Natsu y Natsuko Tora. El 19 de enero de 2020, en Stardom 9th Anniversary, Bea Priestley se asoció con Jamie Hayter para derrotar a Jungle Kyona y Konami de Tokyo Cyber Squad por el Campeonato Goddess of Stardom. Priestley más tarde dio media vuelta a Queen's Quest esa misma noche, uniéndose a Oedo Tai.

### Liderazgo de Natsuko Tora (2020-2024)
Kagetsu anunció su retiro de la lucha libre profesional el 25 de diciembre de 2019. Su último combate en Stardom tuvo lugar en la sexta noche de Stardom New Years Stars 2020, el 15 de febrero, donde se enfrentó a toda la lista de la empresa en un combate guantelete de 25 mujeres. También involucra a competidores populares como Hiroyo Matsumoto, Arisa Hoshiki, Leo Onozaki y otros. Kagetsu entregó las riendas de Oedo Tai cuando se retiró, e incluso pasó la antorcha simbólicamente al darle a Natsuko Tora su marca registrada Jutte. Este último adoptó una nueva apariencia y ha llevado a Oedo Tai a sus raíces como un stable heel. En Goddesses of Stardom Tag League 2020, varios miembros de la unidad trabajaron bajo subgrupos improvisados de dos en el torneo: Black Widows (Bea Priestley y Konami) y Devil Duo (Natsuko Tora y Saki Kashima). El 3 de octubre de 2020, Konami se unió con su compañera de cuadra de Tokyo Cyber Squad, Jungle Kyona, en una unidad de perdedores que debe disolver la lucha por equipos contra Natsuko Tora y Saki Kashima, quienes representaban a Oedo Tai. Konami se volvió contra Kyona mientras ayudaba a Tora y Kashima a ganar el combate, y luego unirse a la unidad después de la disolución del Tokyo Cyber Squad. El 28 de octubre de 2020, Rina se unió al grupo. El 20 de febrero de 2021, Bea Priestley, Konami, Natsuko Tora y Saki Kashima se unieron para enfrentar a STARS (Gokigen Death, Mayu Iwatani, Ruaka y Starlight Kid) en una lucha por equipos de ocho hombres. Ruaka se volvió contra Iwatani, ayudando a los miembros de Oedo Tai a ganar el combate. Más tarde la reclutaron como el miembro más nuevo de la unidad. El 3 de marzo de 2021 en Stardom 10th Anniversary , Natsuko Tora y Saki Kashima se quedaron cortas frente a Maika y Himeka de Donna Del Mondo, al no ganar el Campeonato de la Diosa del Stardom, El 4 de abril en el evento Stardom Yokohama Dream Cinderella 2021 Tora, Konami, Kashima, Ruaka y Rina derrotaron a STARS (Iwatani, Saya Iida, Hanan, Starlight Kid y Gokigen Death) en una lucha de reclutamiento, en donde Death fue la última eliminada debiéndose unir al stable. Kagetsu y HZK hicieron regresos únicos dentro del ring en el Hana Kimura Memorial Show el 23 de mayo de 2021, programa que marcó un año desde la muerte de Hana Kimura. Se unieron a Konami y Gokigen Death, quienes interpretaron al Tokyo Cyber Squad cayendo derrotadas ante Asuka, Syuri, Natsupoi y Mio Momono. El 12 de junio volvieron a retar a STARS (Iwatani, Rin Kadokura, Hanan, Koguma y Starlight Kid), en este caso formando con Tora, Death, Konami, Kashima y Ruaka, a otra lucha de reclutamiento, en este caso tomando a Starlight Kid como nueva miembro tras derrotar a sus rivales. El 4 de julio, Konami y Death derrotaron en un Gauntlet match a Maika y Lady C, Hanan y Hina, y a sus compañeras de stable Kashima y Rina en Yokohama Dream Cinderella 2021 in Summer . En ese evento, Starlight Kid y Ruaka cayeron ante Queen's Quest (Momo Watanabe y AZM), iniciando un feudo Starlight y Watanabe, y más tarde Tora cayó ante Utami Hayashishita por el Campeonato Mundial, por KO Técnico, al lesionarse legítimamente una rodilla, dejándola afuera también del torneo Stardom 5 Star Grand Prix 2021. El 30 de septiembre Stardom anunció la finalización del contrato de Natsu Sumire, abandonando Oedo Tai en el proceso. En Stardom 10th Anniversary Grand Final Osaka Dream Cinderella  Ruaka derrotó a Unagi Sayaka por el Campeonato del Futuro, Kashima y Rina vencieron a Lady C y Waka Tsukiyama y Starlight Kid defendió exitosamente el Campeonato de Alta Velocidad ante su compañera Fukigen Death. El 3 de noviembre en Kawasaki Super Wars, Ruaka tuvo su primer defensa exitosa del Campeonato del Futuro ante Lady C, Kashima y Death derrotaron a Rina y Hanan de STARS por el torneo Goddesses of Stardom Tag League y Starlight Kid y Watanabe empataron por límite de tiempo, reteniendo la primera nuevamente el Campeonato de Alta Velocidad, aumentando su rivalidad. El 27 del mismo mes en Tokyo Super Wars, Ruaka defendió exitosamente en un 3-way match el Campeonato del Futuro ante Mai Sakurai y Waka Tsukiyama, Kashima, Rina y Death perdieron ante STARS (Iwatani, Hazuki y Hanan), Starlight Kid defendió exitosamente el Campeonato de Alta Velocidad ante Koguma, y Konami no pudo ganar el Campeonato SWA ante Syuri. 
La rivalidad entre Starlight Kid y Momo Watanabe se definiría en Osaka Super Wars, en una nueva lucha de reclutamiento, formando Oedo Tai con Starlight, Tora, Ruaka y Kashima, y Queen's Quest con Watanabe, AZM, Saya Kamitani y la campeona mundial Utami Hayashishita. La estipulacion resultó en que la capitana del equipo perdedor (Starlight o Watanabe) debía unirse al stable contrario, además Starlight apostó su máscara. El 18 de diciembre, y para asombro de sus compañeras, Watanabe atacó a AZM con una silla, descalificándose, perdiendo la lucha y uniéndose por voluntad propia a Oedo Tai.

## Miembros

### Miembros actuales
| Miembro              | Tiempo                             |
| -------------------- | ---------------------------------- |
| Natsuko Tora (líder) | 14 de abril de 2019-presente       |
| Saki Kashima         | 3 de enero de 2020-presente        |
| Rina                 | 29 de octubre de 2020-presente     |
| Ruaka                | 20 de febrero de 2021-presente     |
| Fukigen Death        | 4 de abril de 2021 – presente      |
| Starlight Kid        | 12 de junio de 2021 – presente     |
| Momo Watanabe        | 18 de diciembre de 2021 – presente |

### Miembros antiguos
En negrita, líderes, en cursiva, miembros fundadores.
| Miembro              | Tiempo                                              |
| -------------------- | --------------------------------------------------- |
| Kyoko Kimura         | 18 de enero de 2015 – 22 de enero de 2017           |
| Act Yasukawa         | 18 de enero de 2015 – 23 de diciembre de 2015       |
| Kris Wolf            | 18 de enero de 2015 – 25 de marzo de 2018           |
| Heidi Lovelace       | 18 de enero de 2015 – 4 de abril de 2015            |
| Dragonita            | 18 de enero de 2015 – 29 de marzo de 2015           |
| Hudson Envy          | 18 de enero de 2015 – 10 de octubre de 2015         |
| Thunder Rosa         | 12 de abril de 2015 – 19 de mayo de 2017            |
| Star Fire            | 6 de mayo de 2015 – 23 de septiembre de 2015        |
| Nikki Storm          | 14 de junio de 2015 – 26 de julio de 2015           |
| La Rosa Negra        | 23 de agosto de 2015 – 19 de mayo de 2017           |
| Holidead             | 3 de noviembre de 2015 – 19 de mayo de 2017         |
| Kaitlin Diemond      | 17 de enero de 2016 – 2 de abril de 2016            |
| Viper                | 17 de enero de 2016 – 30 de julio de 2017           |
| Diosa Atenea         | 17 de abril de 2016 – 9 de julio de 2016            |
| Kagetsu              | 23 de abril de 2016 – 24 de febrero de 2020         |
| Leah Vaughan         | 29 de mayo de 2016 – 5 de agosto de 2016            |
| Hana Kimura          | 22 de septiembre de 2016 – 24 de septiembre de 2018 |
| Tam Nakano           | 10 de septiembre de 2017 – 21 de enero de 2018      |
| Natsu Sumire         | 4 de noviembre de 2017 – 30 de septiembre de 2021   |
| HZK                  | 15 de abril de 2018 – 24 de diciembre de 2019       |
| Session Moth Martina | 15 de abril de 2018 – 4 de enero de 2020            |
| Nao Yamaguchi        | 15 de abril de 2018 – 5 de junio de 2018            |
| Jamie Hayter         | 2 de enero de 2019 - 15 de noviembre de 2020        |
| Andras Miyagi        | 17 de febrero de 2019 – 23 de noviembre de 2018     |
| Bea Priestley        | 19 de enero de 2020 – 4 de abril de 2021            |
| Konami               | 3 de octubre de 2020 – 29 de diciembre de 2021      |

## Campeonatos y logros
- Alpha Omega Wrestling
  - AOW Women's Championship (1 vez) – Viper

- JWP Joshi Puroresu
  - JWP Openweight Championship (1 vez) – Kyoko
  - JWP Junior Championship (1 vez) – Hana

- Oz Academy
  - Oz Academy Openweight Championship (1 vez) – Death

- Revolution Pro Wrestling
  - RevPro British Women's Championship (1 vez) – Hayter

- Vendetta Pro Wrestling
  - NWA Western States Tag Team Championship (1 vez) – Holidead & Rosa

- World Wonder Ring Stardom
  - World of Stardom Championship (1 vez) – Kagetsu
  - Wonder of Stardom Championship (1 vez) – Yasukawa
  - High Speed Championship (5 veces) – Fire (1), Negra (1), Wolf (1) , HZK (1) y Starlight Kid (1)
  - SWA World Championship (2 veces) – Hayter (1) y Priestley (1)
  - Goddess of Stardom Championship (4 veces) – Kagetsu & Kyoko (1), Kagetsu & Hana (1), Hayter & Priestley (1) y Konami & Priestley (1)
  - Artist of Stardom Championship (3 veces) – Hana, Kagetsu & Kyoko (1), Miyagi, Kagetsu & Natsu (1) y Priestley, Tora & Kashima (1)
  - Future of Stardom Championship (1 vez) – Ruaka (1)